# Tribunal do Povo
Tribunal do Povo foi um programa apresentado pela TVE, em 1985, no qual dois debatedores defendiam suas teses, que eram avaliadas por sete jurados. Notabilizou-se por sua estreia com o programa em que o capitalismo e o socialismo eram confrontados, defendidos por Roberto Campos e Luís Carlos Prestes.
Segundo Fernando Barbosa Lima, criador do programa, a exibição do programa em horário nobre seria uma alternativa à tradicional telenovela.
Conhecido como o "debate do século", o confronto entre as duas personalidades atingiu altos índices de audiência, mobilizando a Sociedade.